# Australian Open 2012
Die 100. Australian Open, ein Tennisturnier, fanden vom 16. bis 29. Januar 2012 in Melbourne statt.
Titelverteidiger im Einzel waren Novak Đoković bei den Herren sowie Kim Clijsters bei den Damen. Während Đoković seinen Titel gegen Rafael Nadal verteidigen konnte, schied Clijsters im Halbfinale gegen Wiktoryja Asaranka aus Belarus aus. Asaranka besiegte im Finale Marija Scharapowa glatt in zwei Sätzen und gewann damit nicht nur ihren ersten Grand-Slam-Titel, sondern übernahm auch erstmals die Führung in der WTA-Weltrangliste.
Im Herrendoppel scheiterten die Zwillingsbrüder Bob und Mike Bryan als Titelverteidiger im Finale an der ungesetzten Paarung Leander Paes/Radek Štěpánek. Im Damendoppel scheiterten die Titelverteidigerinnen Gisela Dulko und Flavia Pennetta an den späteren Siegerinnen Swetlana Kusnezowa und Wera Swonarjowa. Im Mixed-Finale setzten sich Bethanie Mattek-Sands und Horia Tecău durch.
In Deutschland wurde das Turnier im Fernsehen von Eurosport übertragen.

## Herreneinzel
Setzliste
| Nr. | Spieler               | Erreichte Runde |
| --- | --------------------- | --------------- |
| 01. | Novak Đoković         | Sieg            |
| 02. | Rafael Nadal          | Finale          |
| 03. | Roger Federer         | Halbfinale      |
| 04. | Andy Murray           | Halbfinale      |
| 05. | David Ferrer          | Viertelfinale   |
| 06. | Jo-Wilfried Tsonga    | Achtelfinale    |
| 07. | Tomáš Berdych         | Viertelfinale   |
| 08. | Mardy Fish            | 2. Runde        |
| 09. | Janko Tipsarević      | 3. Runde        |
| 10. | Nicolás Almagro       | Achtelfinale    |
| 11. | Juan Martín del Potro | Viertelfinale   |
| 12. | Gilles Simon          | 2. Runde        |
| 13. | Oleksandr Dolhopolow  | 3. Runde        |
| 14. | Gaël Monfils          | 3. Runde        |
| 15. | Andy Roddick          | 2. Runde        |
| 16. | John Isner            | 3. Runde        |

| Nr. | Spieler            | Erreichte Runde |
| --- | ------------------ | --------------- |
| 17. | Richard Gasquet    | Achtelfinale    |
| 18. | Feliciano López    | Achtelfinale    |
| 19. | Viktor Troicki     | 2. Runde        |
| 20. | Florian Mayer      | Rückzug         |
| 21. | Stanislas Wawrinka | 3. Runde        |
| 22. | Fernando Verdasco  | 1. Runde        |
| 23. | Milos Raonic       | 3. Runde        |
| 24. | Kei Nishikori      | Viertelfinale   |
| 25. | Juan Mónaco        | 1. Runde        |
| 26. | Marcel Granollers  | 2. Runde        |
| 27. | Juan Ignacio Chela | 3. Runde        |
| 28. | Ivan Ljubičić      | 1. Runde        |
| 29. | Radek Štěpánek     | 1. Runde        |
| 30. | Kevin Anderson     | 3. Runde        |
| 31. | Jürgen Melzer      | 1. Runde        |
| 32. | Alex Bogomolow     | 2. Runde        |

## Dameneinzel
Setzliste
| Nr. | Spielerin                    | Erreichte Runde |
| --- | ---------------------------- | --------------- |
| 01. | Caroline Wozniacki           | Viertelfinale   |
| 02. | Petra Kvitová                | Halbfinale      |
| 03. | Wiktoryja Asaranka           | Sieg            |
| 04. | Marija Scharapowa            | Finale          |
| 05. | Li Na                        | Achtelfinale    |
| 06. | Samantha Stosur              | 1. Runde        |
| 07. | Wera Swonarjowa              | 3. Runde        |
| 08. | Agnieszka Radwańska          | Viertelfinale   |
| 09. | Marion Bartoli               | 3. Runde        |
| 10. | Francesca Schiavone          | 2. Runde        |
| 11. | Kim Clijsters                | Halbfinale      |
| 12. | Serena Williams              | Achtelfinale    |
| 13. | Jelena Janković              | Achtelfinale    |
| 14. | Sabine Lisicki               | Achtelfinale    |
| 15. | Anastassija Pawljutschenkowa | 2. Runde        |
| 16. | Peng Shuai                   | 2. Runde        |

| Nr. | Spielerin               | Erreichte Runde |
| --- | ----------------------- | --------------- |
| 17. | Dominika Cibulková      | 2. Runde        |
| 18. | Swetlana Kusnezowa      | 3. Runde        |
| 19. | Flavia Pennetta         | 1. Runde        |
| 20. | Daniela Hantuchová      | 3. Runde        |
| 21. | Ana Ivanović            | Achtelfinale    |
| 22. | Julia Görges            | Achtelfinale    |
| 23. | Roberta Vinci           | 2. Runde        |
| 24. | Lucie Šafářová          | 1. Runde        |
| 25. | Kaia Kanepi             | 2. Runde        |
| 26. | Anabel Medina Garrigues | 3. Runde        |
| 27. | Marija Kirilenko        | 3. Runde        |
| 28. | Yanina Wickmayer        | 1. Runde        |
| 29. | Nadja Petrowa           | 2. Runde        |
| 30. | Angelique Kerber        | 3. Runde        |
| 31. | Monica Niculescu        | 3. Runde        |
| 32. | Petra Cetkovská         | 2. Runde        |

Wegen einer Stressfraktur im unteren Rückenbereich (Iliosakralgelenk) musste die zunächst an Position 10 gesetzte Deutsche Andrea Petković ihre Teilnahme absagen.

## Herrendoppel
Setzliste
| Nr. | Paarung                                | Erreichte Runde |
| --- | -------------------------------------- | --------------- |
| 01. | Bob Bryan Mike Bryan                   | Finale          |
| 02. | Maks Mirny Daniel Nestor               | Halbfinale      |
| 03. | Michaël Llodra Nenad Zimonjić          | Achtelfinale    |
| 04. | Mahesh Bhupathi Rohan Bopanna          | Achtelfinale    |
| 05. | Jürgen Melzer Philipp Petzschner       | Achtelfinale    |
| 06. | Mariusz Fyrstenberg Marcin Matkowski   | Viertelfinale   |
| 07. | Robert Lindstedt Horia Tecău           | Halbfinale      |
| 08. | Aisam-ul-Haq Qureshi Jean-Julien Rojer | Achtelfinale    |

| Nr. | Paarung                           | Erreichte Runde |
| --- | --------------------------------- | --------------- |
| 09. | Oliver Marach Alexander Peya      | 1. Runde        |
| 10. | Eric Butorac Bruno Soares         | Viertelfinale   |
| 11. | František Čermák Filip Polášek    | Achtelfinale    |
| 12. | Santiago González Christopher Kas | Viertelfinale   |
| 13. | Scott Lipsky Rajeev Ram           | Viertelfinale   |
| 14. | Simone Bolelli Fabio Fognini      | 2. Runde        |
| 15. | Colin Fleming Ross Hutchins       | Achtelfinale    |
| 16. | Paul Hanley Jamie Murray          | 1. Runde        |

## Damendoppel
Setzliste
| Nr. | Paarung                                | Erreichte Runde |
| --- | -------------------------------------- | --------------- |
| 01. | Květa Peschke Katarina Srebotnik       | 2. Runde        |
| 02. | Liezel Huber Lisa Raymond              | Viertelfinale   |
| 03. | Vania King Jaroslawa Schwedowa         | Viertelfinale   |
| 04. | Gisela Dulko Flavia Pennetta           | Achtelfinale    |
| 05. | Marija Kirilenko Nadja Petrowa         | Achtelfinale    |
| 06. | Sania Mirza Jelena Wesnina             | Halbfinale      |
| 07. | Andrea Hlaváčková Lucie Hradecká       | Halbfinale      |
| 08. | Daniela Hantuchová Agnieszka Radwańska | Achtelfinale    |

| Nr. | Paarung                                       | Erreichte Runde |
| --- | --------------------------------------------- | --------------- |
| 09. | Natalie Grandin Vladimíra Uhlířová            | 2. Runde        |
| 10. | Iveta Benešová Barbora Záhlavová-Strýcová     | 2. Runde        |
| 11. | Sara Errani Roberta Vinci                     | Finale          |
| 12. | Jarmila Gajdošová Bethanie Mattek-Sands       | Achtelfinale    |
| 13. | Nuria Llagostera Vives Arantxa Parra Santonja | 2. Runde        |
| 14. | Hsieh Su-wei Galina Woskobojewa               | 2. Runde        |
| 15. | Raquel Kops-Jones Abigail Spears              | 1. Runde        |
| 16. | Wera Duschewina Shahar Peer                   | 2. Runde        |

## Mixed
Setzliste
| Nr. | Paarung                           | Erreichte Runde |
| --- | --------------------------------- | --------------- |
| 01. | Květa Peschke Mike Bryan          | 1. Runde        |
| 02. | Katarina Srebotnik Nenad Zimonjić | Rückzug         |
| 03. | Marija Kirilenko Daniel Nestor    | Rückzug         |
| 04. | Lisa Raymond Rohan Bopanna        | Viertelfinale   |

| Nr. | Paarung                                | Erreichte Runde |
| --- | -------------------------------------- | --------------- |
| 05. | Jelena Wesnina Leander Paes            | Finale          |
| 06. | Sania Mirza Mahesh Bhupathi            | Halbfinale      |
| 07. | Andrea Hlaváčková Aisam-ul-Haq Qureshi | Viertelfinale   |
| 08. | Bethanie Mattek-Sands Horia Tecău      | Sieg            |

## Junioreneinzel
Setzliste
| Nr. | Spieler                  | Erreichte Runde |
| --- | ------------------------ | --------------- |
| 01. | Luke Saville             | Sieg            |
| 02. | Thiago Monteiro          | 1. Runde        |
| 03. | Liam Broady              | 2. Runde        |
| 04. | Kaichi Uchida            | Viertelfinale   |
| 05. | Frederico Ferreira Silva | Achtelfinale    |
| 06. | Andrew Harris            | Achtelfinale    |
| 07. | Kyle Edmund              | Viertelfinale   |
| 08. | Stefano Napolitano       | 2. Runde        |

| Nr. | Spieler          | Erreichte Runde |
| --- | ---------------- | --------------- |
| 09. | Nikola Milojević | Achtelfinale    |
| 10. | Adam Pavlásek    | Halbfinale      |
| 11. | Kimmer Coppejans | Achtelfinale    |
| 12. | Julien Cagnina   | 1. Runde        |
| 13. | Nick Kyrgios     | 2. Runde        |
| 14. | Connor Farren    | 1. Runde        |
| 15. | Herkko Pöllänen  | Achtelfinale    |
| 16. | Karim Hossam     | Achtelfinale    |

## Juniorinneneinzel
Setzliste
| Nr. | Spielerin                 | Erreichte Runde |
| --- | ------------------------- | --------------- |
| 01. | Irina Chromatschowa       | Viertelfinale   |
| 02. | Eugenie Bouchard          | Halbfinale      |
| 03. | Anett Kontaveit           | Achtelfinale    |
| 04. | Julija Putinzewa          | Finale          |
| 05. | Indy de Vroome            | 2. Runde        |
| 06. | Jelisaweta Kulitschkowa   | 1. Runde        |
| 07. | Danka Kovinić             | 1. Runde        |
| 08. | Anna Karolína Schmiedlová | Achtelfinale    |

| Nr. | Spielerin           | Erreichte Runde |
| --- | ------------------- | --------------- |
| 09. | Zheng Saisai        | 2. Runde        |
| 10. | Ilka Csoregi        | 2. Runde        |
| 11. | Zuzanna Maciejewska | 1. Runde        |
| 12. | Sabina Sharipova    | Viertelfinale   |
| 13. | Donna Vekić         | 1. Runde        |
| 14. | Taylor Townsend     | Sieg            |
| 15. | Warwara Flink       | 1. Runde        |
| 16. | Kyle McPhillips     | Achtelfinale    |

## Juniorendoppel
Setzliste
| Nr. | Paarung                                | Erreichte Runde |
| --- | -------------------------------------- | --------------- |
| 01. | Nikola Milojević Kaichi Uchida         | 1. Runde        |
| 02. | Julien Cagnina Thiago Monteiro         | Viertelfinale   |
| 03. | Connor Farren Frederico Ferreira Silva | Achtelfinale    |
| 04. | Andrew Harris Nick Kyrgios             | Halbfinale      |

| Nr. | Paarung                          | Erreichte Runde |
| --- | -------------------------------- | --------------- |
| 05. | Kimmer Coppejans Herkko Pöllänen | Achtelfinale    |
| 06. | Liam Broady Joshua Ward-Hibbert  | Sieg            |
| 07. | Peđa Krstin Filip Peliwo         | Viertelfinale   |
| 08. | Luke Bambridge Kyle Edmund       | 1. Runde        |

## Juniorinnendoppel
Setzliste
| Nr. | Paarung                                    | Erreichte Runde |
| --- | ------------------------------------------ | --------------- |
| 01. | Irina Chromatschowa Danka Kovinić          | Finale          |
| 02. | Indy de Vroome Anett Kontaveit             | Achtelfinale    |
| 03. | Ilka Csoregi Jelisaweta Kulitschkowa       | Halbfinale      |
| 04. | Anna Karolína Schmiedlová Sabina Sharipova | Viertelfinale   |

| Nr. | Paarung                           | Erreichte Runde |
| --- | --------------------------------- | --------------- |
| 05. | Kyle McPhillips Julija Putinzewa  | Viertelfinale   |
| 06. | Warwara Flink Donna Vekić         | Rückzug         |
| 07. | Anna Danilina Zuzanna Maciejewska | Achtelfinale    |
| 08. | Eugenie Bouchard Carol Zhao       | Viertelfinale   |

## Herreneinzel-Rollstuhl
Setzliste
| Nr. | Spieler          | Erreichte Runde |
| --- | ---------------- | --------------- |
| 01. | Maikel Scheffers | Sieg            |
| 02. | Stéphane Houdet  | Halbfinale      |

## Dameneinzel-Rollstuhl
Setzliste
| Nr. | Spielerin      | Erreichte Runde |
| --- | -------------- | --------------- |
| 01. | Esther Vergeer | Sieg            |
| 02. | Aniek van Koot | Finale          |

## Herrendoppel-Rollstuhl
Setzliste
| Nr. | Paarung                        | Erreichte Runde |
| --- | ------------------------------ | --------------- |
| 01. | Stéphane Houdet Nicolas Peifer | Finale          |
| 02. | Ronald Vink Robin Ammerlaan    | Sieg            |

## Damendoppel-Rollstuhl
Setzliste
| Nr. | Paarung                        | Erreichte Runde |
| --- | ------------------------------ | --------------- |
| 01. | Esther Vergeer Sharon Walraven | Sieg            |
| 02. | Aniek van Koot Marjolein Buis  | Finale          |